# Iszmáil el-Hamádi
Iszmáil Salem el-Hamádi (Abu-Dzabi, 1988. július 1. –) egyesült arab emírségekbeli labdarúgó, az Al-Ahli Football Club - Dubai csatára.

## Pályafutása

### Klubcsapatokban
2007 és 2021 között az Al-Ahli csapatában játszott. Háromszor nyert országos bajnokságot az együttessel: 2009-ben, 2014-ben és 2016-ban.

### A válogatottban
Először 2007. szeptember 23-án lépett pályára a Egyesült Arab Emírségek válogatottjában a Libanon ellen 1–1-re végződő barátságos mérkőzésen. Két további barátságos mérkőzés után 2008 júniusában meghívták a 2010-es labdarúgó-világbajnokság-selejtezőjére készül keretbe. 2011-ben részt vett a katari Ázsia-kupán. 2012-ben bekerült a londoni olimpián induló keretbe. 2015-ben másodszor is részt vett az Ázsia-kupán, ahol az Egyesült Arab Emírségek csapata harmadik lett. 2019-ben már harmadszorra is részt vett az Ázsia-kupán.